# Çanakkale Belediye Spor Kulübü 2018-2019
Questa voce raccoglie le informazioni riguardanti il Çanakkale Belediye Spor Kulübü nelle competizioni ufficiali della stagione 2018-2019.

## Organigramma societario
Area direttiva
- Presidente: İsmet Güneşhan

Area tecnica
- Allenatore: Dragan Nešić
- Allenatore in seconda: İbrahim Çadır
- Assistente allenatore: Orkun Kaşıkçıoğlu
- Scoutman: Yavuz Kaya

## Rosa
| N° | Nome                | Ruolo | Data di nascita  | Nazionalità sportiva |
| -- | ------------------- | ----- | ---------------- | -------------------- |
| 2  | Ebru Bedir          | C     | 7 marzo 1993     | Turchia              |
| 3  | Birgül Güler        | S     | 2 maggio 1990    | Turchia              |
| 4  | Işıl Öz             | L     | 12 aprile 1998   | Turchia              |
| 8  | Semra Özer          | S     | 19 gennaio 1994  | Turchia              |
| 9  | Rachel Sánchez      | C     | 9 gennaio 1989   | Cuba                 |
| 10 | Ece Hocaoğlu        | S     | 5 marzo 1994     | Turchia              |
| 11 | Gökçe Aksoylu       | P     | 4 luglio 1991    | Turchia              |
| 12 | Bihter Dumanoğlu    | L     | 3 febbraio 1995  | Turchia              |
| 14 | Melis Durul         | O     | 21 gennaio 1993  | Turchia              |
| 15 | Dominika Sobolska   | C     | 3 dicembre 1991  | Belgio               |
| 17 | Cansu Aydınoğulları | P     | 18 febbraio 1992 | Turchia              |
| 18 | Yasemin Yıldırım    | C     | 28 gennaio 1995  | Turchia              |

## Risultati

### Sultanlar Ligi

#### Girone di andata
| 1ª giornata - 3 novembre 2018 Burhan Felek Spor Salonu, Istanbul      | Galatasaray       | 3 - 1 | Çanakkale   | 25-21, 23-25, 25-18, 25-21        |
| 2ª giornata - 6 novembre 2018 Anafartalar Spor Salonu, Çanakkale      | Çanakkale         | 0 - 3 | Aydın BB    | 15-25, 19-25, 26-28               |
| 3ª giornata - 10 novembre 2018 Cengiz Göllü Kapalı Spor Salonu, Bursa | Nilüfer           | 3 - 0 | Çanakkale   | 25-18, 25-15, 25-20               |
| 4ª giornata - 13 novembre 2018 Anafartalar Spor Salonu, Çanakkale     | Çanakkale         | 3 - 0 | Halkbank    | 25-21, 25-21, 27-25               |
| 5ª giornata - 17 novembre 2018 Beylikdüzü Spor Salonu, Istanbul       | Beylikdüzü Vİ     | 3 - 0 | Çanakkale   | 26-24, 26-24, 25-20               |
| 6ª giornata - 24 novembre 2018 Anafartalar Spor Salonu, Çanakkale     | Çanakkale         | 0 - 3 | Eczacıbaşı  | 24-26, 11-25, 21-25               |
| 7ª giornata - 1º dicembre 2018 Burhan Felek Spor Salonu, Istanbul     | Türk Hava Yolları | 3 - 2 | Çanakkale   | 25-16, 21-25, 25-21, 23-25, 15-12 |
| 8ª giornata - 8 dicembre 2018 Anafartalar Spor Salonu, Çanakkale      | Çanakkale         | 0 - 3 | Fenerbahçe  | 17-25, 17-25, 19-25               |
| 9ª giornata - 15 dicembre 2018 Anafartalar Spor Salonu, Çanakkale     | Çanakkale         | 2 - 3 | Karayolları | 27-25, 20-25, 19-25, 25-18, 11-15 |
| 10ª giornata - 22 dicembre 2018 Burhan Felek Spor Salonu, Istanbul    | Beşiktaş          | 3 - 0 | Çanakkale   | 25-18, 30-28, 25-18               |
| 11ª giornata - 24 dicembre 2018 Anafartalar Spor Salonu, Çanakkale    | Çanakkale         | 0 - 3 | VakıfBank   | 20-25, 16-25, 21-25               |

#### Girone di ritorno
| 12ª giornata - 13 gennaio 2019 Anafartalar Spor Salonu, Çanakkale    | Çanakkale   | 0 - 3 | Galatasaray       | 7-25, 11-25, 16-25                |
| 13ª giornata - 16 gennaio 2019 Mimar Sinan Kapalı Spor Salonu, Aydın | Aydın BB    | 2 - 3 | Çanakkale         | 23-25, 25-14, 25-11, 19-25, 12-15 |
| 14ª giornata - 21 gennaio 2019 Anafartalar Spor Salonu, Çanakkale    | Çanakkale   | 1 - 3 | Nilüfer           | 25-22, 22-25, 22-25, 22-25        |
| 15ª giornata - 27 gennaio 2019 Başkent Voleybol Salonu, Ankara       | Halkbank    | 1 - 3 | Çanakkale         | 21-25, 25-17, 21-25, 19-25        |
| 16ª giornata - 30 gennaio 2019 Anafartalar Spor Salonu, Çanakkale    | Çanakkale   | 1 - 3 | Beylikdüzü Vİ     | 23-25, 13-25, 31-29, 15-25        |
| 17ª giornata - 2 febbraio 2019 Eczacıbaşı Spor Salonu, Istanbul      | Eczacıbaşı  | 3 - 0 | Çanakkale         | 25-22, 25-21, 25-16               |
| 18ª giornata - 10 febbraio 2019 Anafartalar Spor Salonu, Çanakkale   | Çanakkale   | 0 - 3 | Türk Hava Yolları | 21-25, 22-25, 17-25               |
| 19ª giornata - 17 febbraio 2019 Burhan Felek Spor Salonu, Istanbul   | Fenerbahçe  | 3 - 0 | Çanakkale         | 25-15, 25-19, 25-21               |
| 20ª giornata - 24 febbraio 2019 Başkent Voleybol Salonu, Ankara      | Karayolları | 3 - 2 | Çanakkale         | 25-14, 25-23, 18-25, 12-25, 15-8  |
| 21ª giornata - 3 marzo 2019 Anafartalar Spor Salonu, Çanakkale       | Çanakkale   | 1 - 3 | Beşiktaş          | 25-18, 16-25, 20-25, 15-25        |
| 22ª giornata - 6 marzo 2019 VakıfBank Spor Sarayı, Istanbul          | VakıfBank   | 3 - 0 | Çanakkale         | 25-19, 25-21, 25-19               |

#### Play-out
| 1ª giornata - 6 aprile 2019 Cengiz Göllü Kapalı Spor Salonu, Bursa  | Aydın BB    | 3 - 1 | Çanakkale   | 25-15, 25-21, 23-25, 25-16        |
| 2ª giornata - 7 aprile 2019 Cengiz Göllü Kapalı Spor Salonu, Bursa  | Çanakkale   | 1 - 3 | Karayolları | 24-26, 25-14, 18-25, 19-25        |
| 3ª giornata - 8 aprile 2019 Cengiz Göllü Kapalı Spor Salonu, Bursa  | Çanakkale   | 3 - 0 | Halkbank    | 25-16, 25-15, 25-21               |
| 4ª giornata - 16 aprile 2019 Cengiz Göllü Kapalı Spor Salonu, Bursa | Çanakkale   | 3 - 2 | Aydın BB    | 24-26, 25-19, 10-25, 25-21, 17-15 |
| 5ª giornata - 17 aprile 2019 Cengiz Göllü Kapalı Spor Salonu, Bursa | Karayolları | 3 - 2 | Çanakkale   | 25-17, 25-13, 20-25, 15-25, 15-8  |
| 6ª giornata - 18 aprile 2019 Cengiz Göllü Kapalı Spor Salonu, Bursa | Halkbank    | 1 - 3 | Çanakkale   | 17-25, 15-25, 25-19, 20-25        |

### Coppa di Turchia

#### Fase a eliminazione diretta
| Ottavi di finale (andata) - 5 gennaio 2019 Anafartalar Spor Salonu, Çanakkale  | Çanakkale | 1 - 3 | Beşiktaş  | 21-25, 20-25, 25-12, 23-25 |
| Ottavi di finale (ritorno) - 8 gennaio 2019 Burhan Felek Spor Salonu, Istanbul | Beşiktaş  | 3 - 1 | Çanakkale | 20-25, 25-20, 25-22, 25-20 |

## Statistiche

### Statistiche di squadra
| Competizione     | Punti | In casa | In casa | In casa | In trasferta | In trasferta | In trasferta | Totale | Totale | Totale |
| Competizione     | Punti | G       | V       | P       | G            | V            | P            | G      | V      | P      |
| ---------------- | ----- | ------- | ------- | ------- | ------------ | ------------ | ------------ | ------ | ------ | ------ |
| Sultanlar Ligi   | 20,52 | 11      | 1       | 10      | 11           | 2            | 9            | 28     | 6      | 22     |
| Coppa di Turchia | -     | 1       | 0       | 1       | 0            | 0            | 0            | 2      | 0      | 2      |
| Totale           | -     | 12      | 1       | 11      | 11           | 2            | 9            | 30     | 6      | 24     |

G = partite giocate; V = partite vinte; P = partite perse

### Statistiche dei giocatori
| Giocatore        | Campionato | Campionato | Campionato | Campionato | Campionato | Coppa di Turchia | Coppa di Turchia | Coppa di Turchia | Coppa di Turchia | Coppa di Turchia | Totale | Totale | Totale | Totale | Totale |
| Giocatore        | P          | PT         | AV         | MV         | BV         | P                | PT               | AV               | MV               | BV               | P      | PT     | AV     | MV     | BV     |
| ---------------- | ---------- | ---------- | ---------- | ---------- | ---------- | ---------------- | ---------------- | ---------------- | ---------------- | ---------------- | ------ | ------ | ------ | ------ | ------ |
| G. Aksoylu       | 28         | 18         | 4          | 2          | 12         | 0                | 0                | 0                | 0                | 0                | 28     | 18     | 4      | 2      | 12     |
| C. Aydınoğulları | 24         | 80         | 22         | 30         | 28         | 2                | 13               | 2                | 3                | 8                | 26     | 93     | 24     | 33     | 36     |
| E. Bedir         | 16         | 25         | 7          | 11         | 7          | 1                | 2                | 0                | 1                | 1                | 17     | 27     | 7      | 12     | 8      |
| B. Dumanoğlu     | 27         | 0          | 0          | 0          | 0          | 2                | 0                | 0                | 0                | 0                | 29     | 0      | 0      | 0      | 0      |
| M. Durul         | 28         | 450        | 393        | 29         | 28         | 2                | 36               | 31               | 3                | 2                | 30     | 486    | 424    | 32     | 30     |
| B. Güler         | 27         | 221        | 166        | 29         | 26         | 2                | 17               | 13               | 2                | 2                | 29     | 238    | 179    | 31     | 28     |
| E. Hocaoğlu      | 27         | 197        | 170        | 13         | 14         | 2                | 21               | 17               | 2                | 2                | 29     | 218    | 187    | 15     | 16     |
| I. Öz            | 22         | 0          | 0          | 0          | 0          | 2                | 0                | 0                | 0                | 0                | 24     | 0      | 0      | 0      | 0      |
| S. Özer          | 25         | 141        | 110        | 15         | 16         | 2                | 5                | 5                | 0                | 0                | 27     | 146    | 115    | 15     | 16     |
| R. Sánchez       | 13         | 126        | 82         | 26         | 18         | 1                | 17               | 13               | 3                | 1                | 14     | 143    | 95     | 29     | 19     |
| D. Sobolska      | 28         | 233        | 140        | 82         | 11         | 2                | 20               | 11               | 7                | 2                | 30     | 253    | 151    | 89     | 13     |
| Y. Yıldırım      | 19         | 55         | 13         | 23         | 19         | 1                | 1                | 0                | 1                | 0                | 20     | 56     | 13     | 24     | 19     |

P = presenze; PT = punti totali; AV = attacchi vincenti; MV = muri vincenti; BV = battute vincenti